# دی پیریدامول
دی پیریدامول (به انگلیسی: Dipyridamole) (پرزانتین)

## رده درمانی
کاهنده ایجاد لخته در خون (انعقاد خون) ، 
مانع تکثیر نوعی ویروس (کاردیو ویروس) و بهبود دهنده نوعی اختلال چشمی .

## اشکال دارویی
```
قرص
 ، 
آمپول
```

## موارد مصرف
کاربرد اصلی این دارو مهار تشکیل ترومبوز است در بیماران در معرض خطر زانتوفیل و سکته . این داروی ضد تجمع پلاکت در بیمارانی که به خاطر سرطان شیمی درمانی شده‌اند تجویز می‌شود. این عمل احتمال ایجاد لخته در جریان خون را کاهش می‌دهد. 

## عملکرد
دی پیریدامول موجب مهار تشکیل ترومبوکسان می‌شود. با مهار بازجذب آدنوزین موجب افزایش غلظت خارج سلولی آدنوزین می‌شود .علاوه بر این، دی‌پیریدامول غلظت AMP حلقوی‌درون‌پلاکتی را از طریق افزایش فعالیت ادنیلات سیکلاز و مهار آنزیم فسفودی استراز بالا می‌برد. .

## عوارض جانبی
اتساع عروقی و کاهش فشار خون ازعوارض جانبی دارو هستند.سرگیجه، سردرد، غش، تهوع و جوش پوستی.

## یافته های تازه
دی پیریدامول موجب مهار نسخه برداری و مشابه سازی کاردیوویروس در درون سلول میزبان میشود .
قطره دی پیریدامول موجب کاهش و بهبود ناخنک (زائده) چشم و (خشکی چشم) میشود .
```
  Dipyridamole Reversibly Inhibits Mengovirus RNA Replication
```

```
  
https://www.ncbi.nlm.nih.gov/pmc/articles/PMC1193570
```

```
 
https://jvi.asm.org/content/79/17/11062.full?view=long&pmid=16103157
```

```
   
https://actamicrobio.bg
```

```
   Antiviral Activity of Dipyridamole in Experimental Viral Infections
  
https://actamicrobio.bg/archive/issue-2-2019/amb-2-2019-article-2.pdf
```

```
   
https://www.karger.com/Article/Abstract/221983
```

```
  
https://www.karger.com/Article/FullText/362113
```

```
  
https://www.ncbi.nlm.nih.gov/pmc/articles/PMC3995373
```

```
   
سندرم آزادسازی سیتوکین

   
ناپروکسن

   
جم فیبروزیل
 
   
کروناویروس
```